# Golog
Golog (Kinesisk: 果洛; pinyin: Guǒluò; Wade-Giles: Kuǒ-lò; tibetansk: མག; Wylie: Mgo-log) er et autonomt præfektur for tibetanere i provinsen Qinghai i Folkerepublikken Kina. Det har et areal på 76.312 km². og en befolkning på 160.000 mennesker hvilket giver en tæthed på omkring 2 indb./km² (2007).

## Etnisk fordeling i Golog
| Etnisk gruppe | Befolkning | Andel  |
| ------------- | ---------- | ------ |
| Tibetanere    | 126.395    | 91,63% |
| Hankineser    | 9.096      | 6,59%  |
| Huikineser    | 1.529      | 1,11%  |
| Salar         | 329        | 0,24%  |
| Tu            | 302        | 0,22%  |
| Andre         | 289        | 0,21%  |

## Administrative enheder
Det autonome prefektur Golog har jurisdiktion over 6 amter (县 xiàn).
| Kart            | Kart   | Kart   | Kart        | Kart       | Kart              | Kart                   | Kart        | Kart      |
| --------------- | ------ | ------ | ----------- | ---------- | ----------------- | ---------------------- | ----------- | --------- |
| Kort over Golog |        |        |             |            |                   |                        |             |           |
| #               | Navn   | Hanzi  | Pinyin      | Tibetansk  | Wylie             | Befolkning (2003 est.) | Areal (km²) | Indb./km² |
| Amter           |        |        |             |            |                   |                        |             |           |
| 1               | Maqên  | 玛沁县 | Mǎqìn Xiàn  | རྨ་ཆེན་རྫོང་   | rma chen rdzong   | 40.000                 | 13.636      | 3         |
| 2               | Baima  | 班玛县 | Bānmǎ Xiàn  | པད་མ་རྫོང་   | pad ma rdzong     | 20.000                 | 6.452       | 3         |
| 3               | Gadê   | 甘德县 | Gāndé Xiàn  | དགའ་བདེ་རྫོང་ | dga' bde rdzong   | 20.000                 | 7.143       | 3         |
| 4               | Darlag | 达日县 | Dárì Xiàn   | དར་ལག་རྫོང་  | dar lag rdzong    | 30.000                 | 15.385      | 2         |
| 5               | Jigzhi | 久治县 | Jiǔzhì Xiàn | གཅིག་སྒྲིལ་རྫོང་ | gcig sgril rdzong | 20.000                 | 8.696       | 2         |
| 6               | Madoi  | 玛多县 | Mǎduō Xiàn  | རྨ་སྟོད་རྫོང་   | rma stod rdzong   | 10.000                 | 25.000      | <1        |

## Literatur
- A. Gruschke: The Cultural Monuments of Tibet’s Outer Provinces: Amdo – Volume 1. The Qinghai Part of Amdo, White Lotus Press, Bangkok 2001. ISBN 974-480-049-6
- Tsering Shakya: The Dragon in the Land of Snows. A History of Modern Tibet Since 1947, London 1999, ISBN 0-14-019615-3
- B. Horlemann: Modernization Efforts in Golog: A Chronicle, 1970-2000 (.pdf), in: Amdo Tibetans in Transition: Society and Culture in the Post-Mao Era. Edited by Toni Huber. 2: 241-67, 2002.http://www.case.edu/affil/tibet/booksAndPapers/horlemann.pdf

34°7′N 99°19′Ø / 34.117°N 99.317°Ø